# Веслање на Летњим олимпијским играма 1936 — двојац с кормиларом за мушкарце
Веслачко такмичење у дисциплини двојац са кормиларом на Летњим олимпијским играма 1936. у Берлину одржано је од 12. до 14. августа на регатној стази у Гринау.
Учествовало је 12 репрезентацја са 36 учесника.

## Земље учеснице
1. Бразил (3)
2. Данска (3)
3. Француска (3)
4. Италија (3)
5. Јапан (3)
6. Југославија (3)
7. Мађарска (3)
8. Немачка (3)
9. Холандија (3)
10. Пољска (3)
11. САД (3)
12. Швајцарска (3)

## Систем такмичења
Посаде чамаца су подељене у две групе по 6. Победници група ишли су директnо у финале. Остале посаде су у полуфиналу поново подељене у две групе, а двојица првопласираних пласирале су се у финале. У финалу је учествовало укупно 6 посада.

## Календар такмичења
| Датум           | Ниво          |
| --------------- | ------------- |
| 12. август 1936 | Квалификације |
| 12. август 1936 | Полуфинале    |
| 14. август 1936 | Финале        |

## Освајачи медаља
|                                                     |                                                    |                                                       |
| Герхард Густман Херберт Адамски Дитер Аренд Немачка | Алмиро Бергамо Гвидо Сантин Лучано Негрини Италија | Марсо Фуркад · Жорж Тапи · Ноел Вандернот · Француска |

## Резултати

### Квалификације
Квалификације су одржане 12. августа.
| Плас. | Посада                                       | Земља    | Резултат | Детаљи |
| ----- | -------------------------------------------- | -------- | -------- | ------ |
| 1     | Герхард Густман Херберт Адамски Дитер Аренд  | Немачка  | 7:27,3   | КВ     |
| 2.    | Алмиро Бергамо Гвидо Сантин Лучано Негрини   | Италија  | 7:33,6   |        |
| 3.    | Карољ Ђери Тибор Мамушич Ласло Молнар        | Мађарска | 7:36,5   |        |
| 4.    | Јежи Браун Јануш Слазак Јажи Сколимовскиi    | Пољска   | 7:53,9   |        |
| 5.    | Том Каран Џо Догерти Џорџ Лавлес             | САД      | 7:55,6   |        |
| 6.    | Естеван Страта Жозе Рамалхо Десио Клетенберг | Бразил   | 8:13,7   |        |

| Плас. | Посада                                                  | Земља       | Резултат | Детаљи |
| ----- | ------------------------------------------------------- | ----------- | -------- | ------ |
| 1.    | Марсо Фуркад Жорж Тапи Ноел Вандернот                   | Француска   | 7:38,4   | КВ     |
| 2.    | Ремон Ларсен Карл Бернер Оге Јенсен                     | Данска      | 7:41,1   |        |
| 3.    | Georges Gschwind Ханс Апенцелер Ролф Шпринг             | Швајцарска  | 7:48,7   |        |
| 4.    | Иво Фабрис Елко Мрдуљаш Лино Љубичић                    | Југославија | 7:53,3   |        |
| 5.    | Цутомуко Мицудоме Осаму Абе Таро Тешима                 | Јапан       | 7:53,4   |        |
| 6.    | Карел Хардеман Ernst, Jonkheer de Jonge Ханс вал Валсем | Холандија   | 7:56,9   |        |

### Полуфинале
Полуфиналне трке су одржане 13. августа.
| Плас. | Посада                                                  | Земља      | Резултат | Детаљи |
| ----- | ------------------------------------------------------- | ---------- | -------- | ------ |
| 1.    | Ремон Ларсен Карл Бернер Оге Јенсен                     | Данска     | 8:51,1   | КВ     |
| 2.    | Georges Gschwind Ханс Апенцелер Ролф Шпринг             | Швајцарска | 8:58,9   | КВ     |
| 3.    | Карел Хардеман Ernst, Jonkheer de Jonge Ханс вал Валсем | Холандија  | 9:03,1   |        |
| 4.    | Tom Curran Joe Dougherty George Loveless                | САД        | 9:13,6   |        |
| 5.    | Estevam Strata José Ramalho Decio Klettenberg           | Бразил     | 9:32,3   |        |

| Плас. | Посада                                     | Земља       | Резултат | Детаљи |
| ----- | ------------------------------------------ | ----------- | -------- | ------ |
| 1.    | Алмиро Бергамо Гвидо Сантин Лучано Негрини | Италија     | 8:50,0   | КВ     |
| 2.    | Иво Фабрис Елко Мрдуљаш Лино Љубичић       | Југославија | 8:53,8   | КВ     |
| 3.    | Јежи Браун Јануш Слазак Јажи Сколимовскиi  | Пољска      | 8:56,2   |        |
| 4.    | Цутомуко Мицудоме Осаму Абе Таро Тешима    | Јапан       | 9:06,3   |        |

### Финале
Финална трка са 6 посада двојаца с кормиларом одржана је 14. августаа.
| Плас. | Посада                                        | Земља                      | Резултат | Детаљи |
| ----- | --------------------------------------------- | -------------------------- | -------- | ------ |
|       | Gerhard Gustmann Herbert Adamski Dieter Arend | Немачка                    | 8:36,9   |        |
|       | Алмиро Бергамо Гвидо Сантин Лучано Негрини    | Италија                    | 8:49,7   |        |
|       | Марсо Фуркад Жорж Тапи                        | Ноел Вандернот · Француска | 8:54,0   |        |
| 4.    | Ремон Ларсен Карл Бернер Оге Јенсен           | Данска                     | 8:55,8   |        |
| 5.    | Georges Gschwind Ханс Апенцелер Ролф Шпринг   | Швајцарска                 | 9:10,9   |        |
| 6.    | Иво Фабрис Елко Мрдуљаш Лино Љубичић          | Југославија                | 9:19,4   |        |